# William J. Seymour
William Joseph Seymour (2 de mayo de 1870 - 28 de septiembre de 1922) fue un pastor estadounidense, iniciador del movimiento pentecostal.

## Biografía
Nacido como hijo de un ex esclavo en Luisiana el 2 de mayo de 1870. En 1905 se convirtió en un alumno del seminario de reciente formación fundado por Charles Fox Parham en Houston. Por ser negro, Seymour tenía que oír las clases fuera del salón, al lado de una ventana. Allí conoció los principios fundamentales del movimiento de Santidad. 

### Ministerio
Más tarde se trasladó a Los Ángeles, California, para iniciar el servicio en la iglesia en 1906. Allí también experimentó un bautismo del Espíritu Santo y glosolalia religiosa. Sin embargo, su doctrina pentecostal se ha eliminado de la parroquia donde fue nombrado. Buscando un lugar donde podría continuar su trabajo era un edificio descuidado en el centro de Los Ángeles. El grupo está creciendo rápidamente y tiene que mudarse a la casa de Richard Asberry. El 9 de abril de 1906, Lee  habla en lenguas después de la imposición de manos de Seymour y comienza el Reavivamiento de la Calle Azusa.
Murió de un Infarto agudo de miocardio en 1922.